# Michael Cöllen
Michael Cöllen (* 1944 in Colmar) ist ein deutscher Psychologe, Paar- und Sexualtherapeut und Sachbuchautor für Integrative Paartherapie und Paarsynthese.

## Werdegang
Cöllen belegte ein Studium der Psychologie in Würzburg. Außerdem erhielt er Psychotherapeutische Ausbildungen in Gesprächs-, Verhaltens- und Gestaltpsychotherapie (FPI), Therapeutische Ausbildung in Sexualtherapie (G. Schmidt) sowie *Fortbildungen bei G. R. Bach (Aggressionstherapie), M. Bosch (Familientherapie) und G. Leutz (Psychodrama).
Cöllen war bis 1985 Leiter der Ehe- und Familienberatung der Caritas Hamburg. Es folgte eine Tätigkeit als Mentor in der Ausbildung für Eheberater im Auftrag der Deutschen Bischofskonferenz und als Fachbereichsleiter am Fritz-Perls-Institut für Gestalttherapie. Außerdem hatte er Lehraufträge an der Fachhochschule sowie an der Universität Hamburg. Er war Mitautor der NDR-Fernsehreihe „Ich und Du“ für Partnerprobleme. Cöllen ist Leiter der Aus- und Weiterbildung der Deutschen Gesellschaft für Integrative Paartherapie und Paarsynthese, am Osterberginstitut und am Odenwaldinstitut der Karl Kübel Stiftung für Kind und Familie.
Er entwickelte seit 1975 unter dem Namen Paarsynthese ein paartherapeutisches Verfahren.

## Paarsynthese

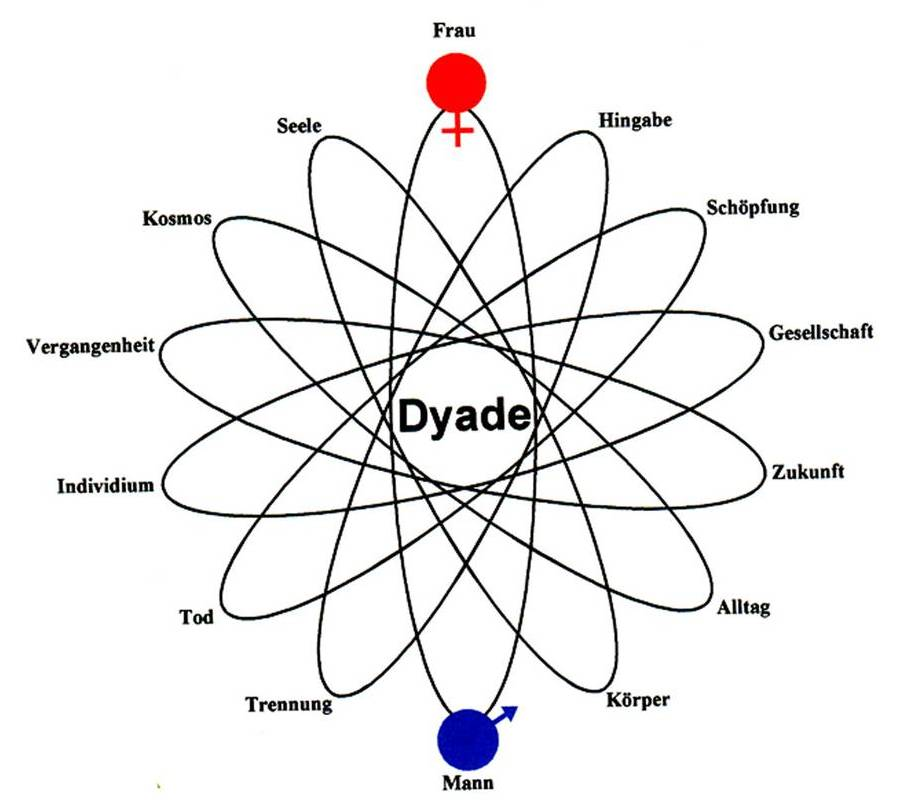
Paarmodell in der Paarsynthese

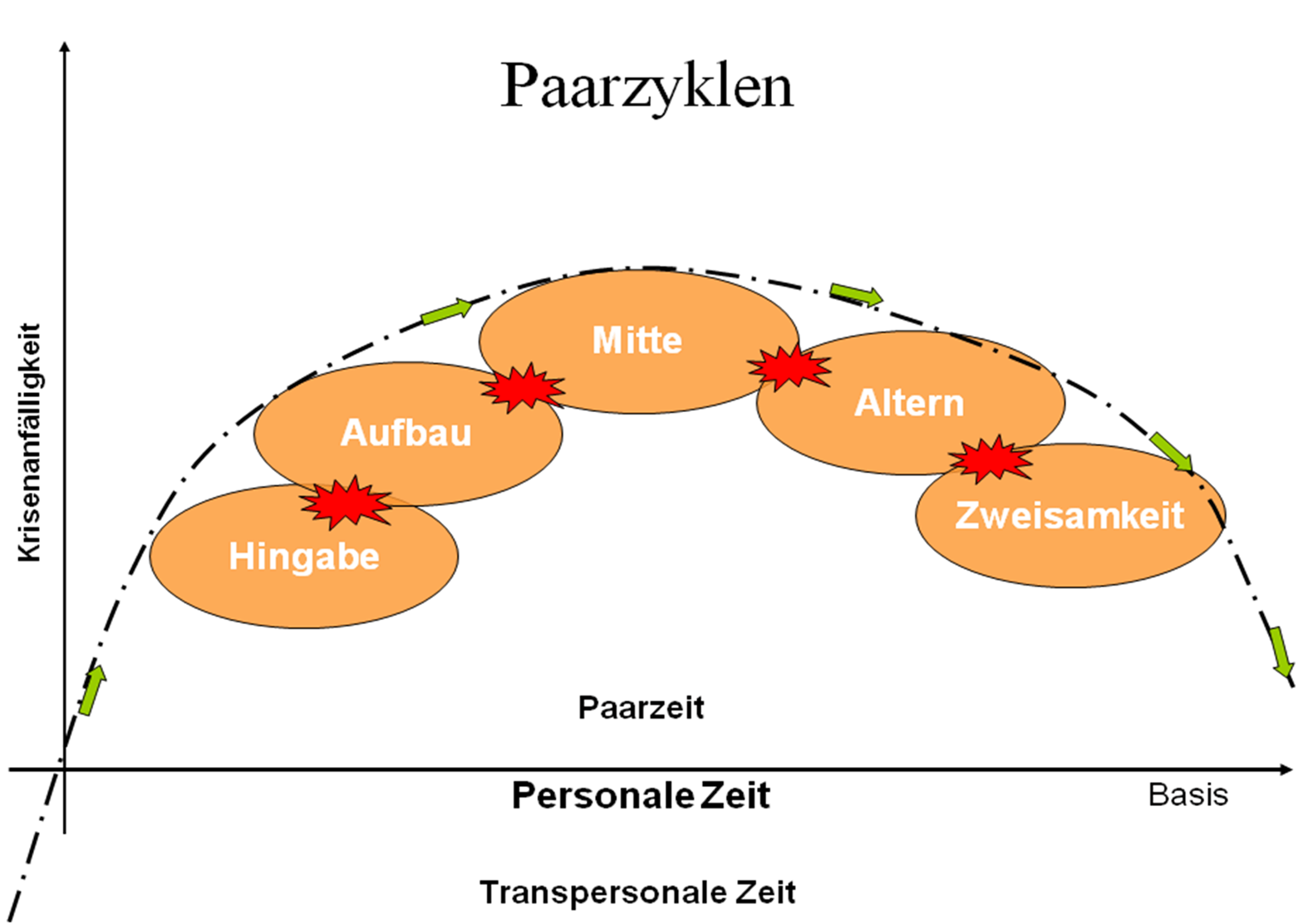
Paarzyklen und Krisenanfälligkeit

Cöllen führte für seine Paarsynthese die fünf Arbeitsschritte von Paargestalt, Partnerwerdung, Paardynamik, Paar-Konfliktanalyse und Paargestaltung ein. Dabei soll versucht werden, während der Paartherapie die Dimensionen der Tiefenpsychologie mit der Dialogarbeit und der spirituellen Suche eines Paares zu verbinden.
Ausgehend von der Entwicklung einer „Streitkultur“ in Beziehungen befasst sich Cöllen derzeit schwerpunktmäßig mit dem Thema „Verzeihen in der Liebe“.
Paarsynthese meint im umfassenden Sinn eine psychologische Beziehungs- und Liebeslehre. Im engeren Sinn ist sie ein dynamisches Paartherapiekonzept, das aus der Synthese verschiedener klassischer Therapiemethoden hohe Effektivität bei der Behandlung und Entwicklung von Beziehungs- und Liebesfähigkeit bereitstellen kann. Aus der Verbindung von Psychologie, therapeutischer Praxis und spirituellem Lernen kann ein lebendiges Modell für Partnerschaft, Liebe und Erotik entstehen. Innerseelische, paardynamische und umweltrelevante Kräfte werden in ständiger Wechselwirkung zu einem heilsamen Handlungskonzept verbunden.
Besonderen Wert legt die Paarsynthese auf das Erleben von Intimität zwischen den Partnern. Intimität wird in diesem Zusammenhang definiert als das Öffnen der inneren Grenzen zum Selbst gegenüber dem Partner. Dies vollzieht sich in einem ganzheitlich verstandenen dialogischen Austausch von Körper, Geist und Seele. Frühkindliche Erfahrungen mit den für die kindliche Entwicklung wichtigsten Bezugspersonen entscheiden darüber, wie und in welchem Maße eine solche Öffnung gelingt. Narzisstische Kränkungen und frühe Verletzungen führen zu einem Selbstschutz, der der ursprünglichen Bedrohung des kindlichen Selbst entspricht. Krisen und Störungen in der aktuellen Liebesbeziehung resultieren häufig aus der unbewussten Aktivierung dieses einmal gelernten Selbstschutzes. Aus dem Selbstschutz des Kindes wird Abwehr und Widerstand dem Partner gegenüber. Das schöpferische Potential des Paares kann sich nicht entfalten.

## Schriften (Auswahl)
- Lass uns für die Liebe kämpfen. Kösel, München 1984.
- Das Paar. Kösel, München 1989.
- Heilende Partnerschaft. Rowohlt, Reinbek 1993.
- Paartherapie und Paarsynthese. Springer, Wien 1997.
- mit Mathias Jung: Liebe in Zeiten der Unverbindlichkeit – Eros und Ethos. Kreuz, Stuttgart 2002.
- Lieben, Streiten und Versöhnen – Regeln und Rituale für Paare. Kreuz, Stuttgart 2003.
- Liebe deinen Partner wie dich selbst – Wege für Paare aus narzisstischen Krisen. Gütersloher Verlagshaus, 2005.
- Paartherapie und Paarsynthese in der Gestalttherapie. In: L. Hartmann-Kottek: Gestalttherapie. Springer, Berlin 2008.
- Das Verzeihen in der Liebe. Wie Paare neue Nähe finden. Kreuz, Freiburg 2009.
- Integrative Paartherapie. Psychotherapie-Verlag, Tübingen 2013.
- Paradies im Alltag – Paare gestalten das Glück ihrer Liebe. Kreuz, Freiburg 2014.
- Liebe trotz Zeitnot. Herder, Freiburg 2019.